# La segretaria (film 1936)
La segretaria (Men Are Not Gods) è un film del 1936, diretto da Walter Reisch.

## Produzione
Il film fu prodotto dalla London Film Productions.

## Distribuzione
Distribuito dall'United Artists Corporation, uscì nelle sale cinematografiche britanniche il 26 novembre 1936. Negli Stati Uniti, il film venne distribuito il 18 gennaio 1937 dall'United Artists.
Ne vennero fatte poi delle riedizioni: nel 1943 il film fu distribuito dalla British Lion Film Corporation; nel 1947, dalla Film Classics.